# سوفیان بنچاریف
سوفیان بنچاریف (انگلیسی: Sofiane Bencharif؛ زادهٔ ۱۱ اوت ۱۹۸۶) بازیکن فوتبال اهل فرانسه است.
از باشگاه‌هایی که در آن بازی کرده‌است می‌توان به باشگاه فوتبال القیروانیه، باشگاه فوتبال مولودیه الجزایر، باشگاه فوتبال المپیک باجی، و باشگاه فوتبال وفاق سطیف اشاره کرد.